# Yarhibol (Kaufmann)
Yarhibol (palmyrenisch: yrhybwl', auch Jarhibol) war ein Kaufmann aus Palmyra, der von einer in das Jahr 449 der seleukidischen Ära (= 138 n. Chr.) datierten Inschrift von einem Statuensockel bekannt ist. Die Inschrift ist in zwei Sprachen verfasst: Griechisch und Palmyrenisch. Demnach war er der Sohn eines gewissen Lischamschu und stammte aus der Familie der Aabei. Nach der Inschrift arbeitete er mit Kaufleuten in Charax Spasinu zusammen und fungierte später auch als Gesandter zu König Orodes in Elymais. Es sind mehrere Herrscher von Elymais mit dem Namen Orodes bekannt, die alle nicht datiert sind, so dass es unsicher bleibt, welcher Herrscher mit diesem Namen gemeint ist.